# IAB-500
IAB-500 (ros. ИАБ-500) – radziecka bomba pozoracyjna. Korpus bomby wypełniony jest 242 kg paliwa płynnego zmieszanego z rozdrobnionym fosforem i niewielką ilością materiału wybuchowego. Po zadziałaniu zapalnika eksplozja materiału wybuchowego tworzy obłok paliwowo-powietrzny który zapalając się tworzy kulę ognistą imitującą kule ognistą wybuchu jądrowego. Wytwarzany podczas spalania dym tworzy obłok przypominający grzyb atomowy. Bomba IAB-500 przenoszona jest przez samoloty lotnictwa taktycznego